# Chlorid kalifornitý
Chlorid kalifornitý je anorganická sloučenina s chemickým vzorcem CfCl3.

## Příprava
Chlorid kalifornitý byl připraven reakcí oxidu kalifornitého s plynným chlorovodíkem při teplotě 500 °C:
Cf2O3 + 6 HCl → 2 CfCl3 + 3 H2O

## Vlastnosti
Chlorid kalifornitý je zelená pevná látka, která je radioaktivní a krystalizuje ve dvou modifikacích:
- Hexagonální forma typu chloridu uranitého s mřížkovými parametry a = 737,9 ± 0,1 pm a c = 409,0 ± 0,5 pm.
- Orthorombická forma typu bromidu plutonitého s mřížkovými parametry a = 386,9 ± 0,2 pm, b = 1174,8 ± 0,7 pm a c = 856,1 ± 0,4 pm.